# إيدسون دوس سانتوس ريس
إيدسون دوس سانتوس ريس (26 فبراير 1990 في البرازيل – )؛ هو لاعب كرة قدم سابق كان يلعب كمهاجم.

## وصلات خارجية
- إيدسون دوس سانتوس ريس على موقع رابطة كرة القدم اليابانية للمحترفين (اليابانية)
- إيدسون دوس سانتوس ريس على موقع قاعدة بيانات كرة القدم.إي يو (الإنجليزية)
- إيدسون دوس سانتوس ريس على موقع Soccerway.com (الإنجليزية)
- إيدسون دوس سانتوس ريس على موقع عالم كرة القدم.نت (الإنجليزية)